# Omphalea bracteata
Omphalea bracteata är en törelväxtart som först beskrevs av Francisco Manuel Blanco, och fick sitt nu gällande namn av Elmer Drew Merrill. Omphalea bracteata ingår i släktet Omphalea och familjen törelväxter. Inga underarter finns listade i Catalogue of Life.